# Yellow Fields
| Recensione                          | Giudizio |
| ----------------------------------- | -------- |
| AllMusic                            |          |
| The Rolling Stone Jazz Record Guide | [ 2 ]    |
| The Penguin Guide to Jazz           | [ 3 ]    |

Yellow Fields è un album in studio del bassista e compositore tedesco Eberhard Weber, in collaborazione con i musicisti Charlie Mariano, Rainer Brüninghaus e Jon Christensen, registrato presso i Tonstudio Bauer a Ludwigsburg nel settembre 1975 e pubblicato nel 1976.

## Accoglienza
Come il precedente The Colours of Chloë, Yellow Fields è stato accolto in maniera molto positiva dalla critica. Il sito AllMusic gli assegna un voto di quattro stelle su quattro. The Penguin Guide to Jazz addirittura lo promuove con il massimo punteggio, inserendolo nella Core Collection e motivando la scelta con questo commento: «Il capolavoro di Weber è essenzialmente un pezzo d'epoca che tuttavia sembra ancora moderno. Il suono è quasi assurdamente opulento: passaggi di basso e tessiture di tastiere fluttuanti riverberano dagli altoparlanti, accordi che sembrano ronzare con maestosi ipertoni. I tappeti tastieristici in particolare sono di un tipo che probabilmente non sarà più ascoltato nuovamente.»

## Tracce
Tutte le composizioni di Eberhard Weber.
1. Touch – 5:02
2. Sand-Glass – 15:34
3. Yellow Fields – 10:06
4. Ne Pas Se Pencher au Decors/Left Lane – 13:37

## Formazione
- Eberhard Weber – contrabbasso
- Charlie Mariano – sassofono soprano, shehnai, nagaswaram
- Rainer Brüninghaus – pianoforte, sintetizzatore
- Jon Christensen – batteria